# Élien de Syedra
Pour les articles homonymes, voir Élien.
Élien de Syedra (en latin Aelianus) est un général romain originaire d'Isaurie, ayant commandé durant le règne de l'empereur Valens. 

## Biographie
Élien de Syedra nous est connu par un passage d'Eunape de Sardes conservé par la Souda. Il y est présenté comme un homme ne manquant pas totalement d'éducation mais étant resté rustique ou provincial avec un caractère sauvage et irraisonnable. Selon Noel Lenski.
Aelianus aurait pu commencer sa carrière à la suite d’une mobilisation de la légion I Isaura par Valens dans les années 365-366.
Il est mentionné dans la Souda, à la suite d'Élien le Sophiste.

## Sources
- Lexicon graecum 1499 sur Wikisource